# Crepischiza pruinosa
Crepischiza pruinosa är en skalbaggsart som beskrevs av Gilbert John Arrow 1944. Crepischiza pruinosa ingår i släktet Crepischiza och familjen Melolonthidae. Inga underarter finns listade i Catalogue of Life.